# Pensée verbale
 (avril 2017).
Si vous disposez d'ouvrages ou d'articles de référence ou si vous connaissez des sites web de qualité traitant du thème abordé ici, merci de compléter l'article en donnant les références utiles à sa vérifiabilité et en les liant à la section « Notes et références ».
La pensée verbale, pensée linguistique ou réflexion indexée désigne la pensée à travers le langage, par opposition à la pensée visuelle.
Encore à l'étude, le principe n'est pas universellement accepté, et les termes ci-dessus sont des traductions littérales de l'anglais et du néerlandais. La suite de l'article en développera le concept.

## Origine
Étant accepté comme une logique naturelle, il n'a pas semblé nécessaire de la nommer jusqu'à ce qu'apparaisse l'idée d'une autre forme de pensée, la pensée visuelle, dans un premier temps uniquement à travers des pathologies.

## Différenciation
- La pensée verbale, comme le langage, possède deux dimensions. Elle est linéaire et soumise au temps. On peut se représenter la lecture d'un livre. Elle se révèle généralement plus rapide et efficace pour résoudre des problèmes simples dont on a toutes les données. Ce qui la différencie c'est le langage, qui ne signifie pas forcement les mots, mais une indexation du sens sur un référentiel commun. Son rattachement à l'hémisphère gauche, généralement siège du langage, est envisagé.

- La pensée visuelle, comme on peut se le représenter avec une image, est une vue d'ensemble, Elle est donc plus efficace pour traiter les problèmes complexes surtout lorsque des données manquent, elle est moins utile pour résoudre rapidement des problèmes simples. C'est cette fois à l'hémisphère droit du cerveau qu'on tendrait à la rattacher.

## Les penseurs verbaux
C'est par déduction par rapport aux penseurs visuels que l'on peut les définir. C'est en effet le cas de la grande majorité de la population adulte, et à ce titre accepté comme la normalité.
Pourtant il n'existe pas à proprement parler de penseurs verbaux, mais plus vraisemblablement une aptitude plus ou moins développée à réfléchir de cette façon, ou à utiliser la pensée visuelle.
Bien qu'il n'y ait pas de preuve quant au rapport physique, on peut imaginer la pensée comme le résultat de la somme du travail des deux hémisphères cérébraux. Sous cette représentation, il devient normal de se figurer que l'hémisphère le plus entrainé est plus représentatif du résultat global. 
On peut aussi constater que l'école est un enseignement majoritairement verbal, (en opposition avec la musique, ou le sport), et qu'il est donc logique d'obtenir une société basée sur la pensée verbale. La pensée visuelle y est au premier abord, et notamment du point de vue de l'école, identifié comme un handicap.
Ceci est l'intuition de base que l'on peut retrouver dans les références de la page pensée visuelle. Elle fait aujourd'hui l'objet de recherches actives mais c'est une théorie, ou un concept qui n'a à l'heure actuelle que peu de fondements scientifiques.